# Fritz Ertl
Fritz Karl Ertl (* 31. August 1908 in Breitbrunn bei Hörsching, Österreich-Ungarn; † 2. November 1982 in Linz) war ein österreichischer Architekt und Bauhausschüler, der im KZ Auschwitz als stellvertretender Leiter der SS-Zentralbauleitung tätig war.

## Frühe Jahre
Fritz Ertl, Sohn des Baumeisters Josef Ertl († 21. Mai 1935), studierte nach dem Abschluss seiner Schullaufbahn zunächst an der Bundeslehranstalt für Hochbau in Salzburg und von 1928 bis 1931 am Bauhaus Dessau, u. a. auch bei Wassili Kandinsky, vor allem aber in der Architekturabteilung. Am Bauhaus lernte er bei Hannes Meyer, Ludwig Hilberseimer, Edvard Heiberg, Anton Brenner, Mart Stam und Richard Neutra. Er schloss seine Studium mit einem Bauhausdiplom für Architektur ab, das von Ludwig Mies van der Rohe und Ludwig Hilberseimer unterschrieben war.
Anschließend arbeitete Ertl im Bauunternehmen seiner Familie. Er bestand 1934 die Prüfung zum Baumeister. Nach dem »Anschluss« Österreichs an das Deutsche Reich beantragte Ertl am 18. Juni 1938 die Aufnahme in die NSDAP und wurde rückwirkend zum 1. Mai desselben Jahres aufgenommen (Mitgliedsnummer 6.318.769). Ebenso trat er im März 1938 der SS (SS-Nummer 417.971) bei. Ertl wurde im örtlichen Wirtschaftsbeirat der NSDAP als „Sachbearbeiter Bauwesen“ tätig.

## Zweiter Weltkrieg
Nach Beginn des Zweiten Weltkrieges meldete sich Ertl Mitte November 1939 zur Waffen-SS und war mit der 8. SS-Totenkopf-Standarte in Krakau stationiert. Ab dem 27. Mai 1940 gehörte Ertl der SS-Neubauleitung Auschwitz an. Von Beginn an leitete Ertl dort den gesamten Hochbau. Als Mitarbeiter der SS-Neubauleitung gehörte Ertl nicht mehr der Waffen-SS an, sondern war dem Hauptamt Haushalt und Bauten, ab Februar 1942 dem SS-Wirtschafts- und Verwaltungshauptamt (WVHA), unterstellt.
Im Oktober 1941 entwarf Ertl das zunächst als Kriegsgefangenenlager geplante KZ Auschwitz-Birkenau. Er wurde Stellvertreter des neu nach Auschwitz gekommenen »Sonderbauleiter« Karl Bischoff in der »Sonderbauleitung für die Errichtung des Kriegsgefangenenlagers Auschwitz O/S«. Infolge entwarf Ertl auch die Baracken für Birkenau, die jeweils mit 550 Häftlingen belegt werden sollten. Diese Zahl wurde alsbald auf 744 erhöht, womit Bischoff und Ertl „die deutsche Gleichsetzung von Sowjetsoldat mit Untermensch ins Architektonische übersetzt“ hatten. Diese Baracken wurden in Bauabschnitt (BA) I errichtet. Für BA II und III griff die SS jedoch auf Fertigteil-Baracken v. a. des Typs OKH 260/9 (Heeres-Pferdeställe) zurück.
Im Januar 1942 wurde die Zentralbauleitung der Waffen-SS und Polizei Auschwitz gegründet, in der die Neubauleitung und Sonderbauleitung aufgingen. Ertl wurde Stellvertreter des Chefs der Zentralbauleitung Bischoff, zum SS-Untersturmführer (Fachführer) befördert – und zeichnete für alle Bauvorhaben im "SS-Interessengebiet" Auschwitz verantwortlich. So war er auch in die Planung der euphemistisch „Krematorien“ oder „Badeanstalten für Sonderaktionen“ genannten Mord- und Verbrennungsorte im Lager Birkenau involviert.
Zu einem Zeitpunkt da die Planungen für Auschwitz im Wesentlichen abgeschlossen waren, wurde Ertl im Januar 1943 von der zum WVHA gehörenden Zentralbauleitung Auschwitz zurück zur Waffen-SS versetzt. Infolge gehörte er einem Pionierbataillon einer SS-Kavallerie-Division an, besuchte SS-Pionierschulen und war zeitweilig beim Stab des SS-Truppenübungsplatz Heidelager. Nach Kriegsende gab Ertl zu Protokoll, dass er sich selbst entschieden hätte, sich aus Auschwitz versetzen zu lassen: „Schon zu Ende 1942, als ich sah wie sich der Lagerbetrieb entwickelte, faßten ich und mehrere andere Kameraden den Entschluß, uns aus Auschwitz wegzumelden. Nach der Niederlage von Stalingrad bot sich hierzu eine günstige Gelegenheit. Alle wurden hinsichtlich ihrer Kriegsverwendungsfähigkeit untersucht. Wir ließen es gar nicht auf unsere Untersuchung ankommen und meldeten uns freiwillig.“
Mit der Waffen-SS war er im Fronteinsatz, zunächst in Russland und ab Februar 1944 auf dem Balkan. Laut Hans Schafranek schlossen diese Einsätze „sehr wahrscheinlich massive Kriegsverbrechen gegen die Zivilbevölkerung“ ein. Am 19. März 1944 nahm er an der deutschen Besetzung Ungarns teil.
Mitte Mai 1944 wechselte er dann von der Waffen-SS zurück ins SS-Bauwesen. Er wurde „Beauftragter des Amtsgruppenchefs C“ [Hans Kammler] beim SS-Wirtschafter in Ungarn, einer beim Höherne SS- und Polizeiführer für Ungarn angesiedelten Dienststelle. Nach Abschluss der „Ungarnaktion“ wurde er Mitte August 1944 unter seinem alten Chef Bischoff, der inzwischen Leiter der Bauinspektion Schlesien war, zum Leiter der Zentralbauleitung der Waffen-SS und Polizei Breslau ernannt. Als solcher war er infolge in Schlesien, später in Mitteldeutschland, u. a. in Arnstadt (Untertageverlagerung und Rüstungsindustrie), tätig.
Jean-Claude Pressac berichtet von einer Liebesbeziehung Ertls zu einer Polin, die jener im Winter 1942 einging und der später ein unehelich geborener Sohn entspross. Diese Beziehung wurde von seinem Kameraden Dejaco missbilligt. Erst nachdem seine Geliebte als Volksdeutsche eingestuft worden war, kam es im August 1943 zur Heirat.

## Nachkriegszeit
Nach Kriegsende befand sich Ertl kurzzeitig in amerikanischer Kriegsgefangenschaft. Anschließend war er als Baumeister in Linz tätig.
Durch den Auschwitzüberlebenden Hermann Langbein wurden die Angehörigen der Zentralbauleitung der Waffen-SS und Polizei Auschwitz Ertl und Walter Dejaco 1961 wegen ihrer Tätigkeit bei der Bauleitung Auschwitz angezeigt. Vor dem Schwurgericht des Landgerichts Wien begann erst am 18. Januar 1972 der Prozess gegen Ertl und Dejaco als erster Auschwitzprozess in Österreich. Verfahrensgegenstand war deren Beteiligung am Holocaust durch Planung, Bau und Instandhaltung der Gaskammern und Krematorien des KZ Auschwitz-Birkenau. Dejaco war zusätzlich beschuldigt, zwischen 1940 und 1942 zwölf KZ-Häftlinge erschossen oder erschlagen zu haben.

„Ihre Bautätigkeit war von vornherein auf ein kurzfristiges Vegetieren der Häftlinge ausgerichtet, und stellte eine Verhöhnung der elementaren Grundsätze der Bautechnik dar. Dass sich die Beschuldigten sehr wohl bewusst waren, dass die von ihnen ohne Fenster und ausreichende Belüftung gebauten, eng nebeneinander liegenden Baracken, keinen ausreichenden Lebensraum für Menschen boten, ersieht man aus ihrem Bemühen, die für die Wachhunde und Kühe bestimmten Baracken durch entsprechende Belüftung zu verbessern, um eine gesunde Haltung der Tiere zu gewährleisten.“

Der Prozess gegen Ertl und Dejaco endete am 10. März 1972 jeweils mit einem Freispruch, da Dejaco und Ertl nicht die „geistigen Urheber“ der Gaskammern seien. In den Medien wurden Ertl und Dejaco als „Baumeister des Massenmordes“ tituliert und teils zumindest das Urteil gegen Dejaco skandalisiert. Der Prozess spielte jedoch in den Medien nur eine Nebenrolle und stieß nur auf geringes Zuschauerinteresse.